# Adnan Januzaj
Adnan Januzaj (* 5. února 1995 Brusel) je belgický profesionální fotbalista kosovsko-albánského původu (jeho rodiče jsou kosovští Albánci, prarodiče pocházejí z Turecka), který hraje na pozici křídelníka za španělský klub Sevilla FC. Mezi lety 2014 a 2022 odehrál také 15 utkání v dresu belgické reprezentace, v nichž vstřelil 1 branku. Účastník Mistrovství světa 2014 v Brazílii.

## Klubová kariéra
Ve svých 10 letech podepsal mládežnickou smlouvu s popředním belgickým klubem RSC Anderlecht. V březnu 2011 v 16 letech odešel do anglického Manchesteru United. Na konci sezóny 2012/13 mu trenér Manchesteru sir Alex Ferguson přidělil číslo 44. Januzaj byl připraven na lavičce náhradníků, ale do konce sezóny do žádného ligového zápasu nezasáhl. Debut zažil pod novým trenérem United Davidem Moyesem 11. srpna 2013 v utkání anglické soutěže Community Shield (anglický superpohár) proti Wiganu Athletic, když v 83. minutě nahradil na hrací ploše Robina van Persieho. Manchester vyhrál 2:0 a získal trofej.
V Premier League debutoval 14. září 2013 proti Crystal Palace (výhra 2:0, šel na hřiště v 68. minutě). Poprvé v základní sestavě nastoupil 5. října 2013 a svými dvěma góly zařídil obrat United na konečných 2:1 proti domácímu Sunderlandu. 19. října 2013 bylo oznámeno, že Januzaj prodloužil smlouvu s United o dalších pět let. Další ligový gól zaznamenal 21. prosince 2013 v utkání s West Ham United FC, jeho branka napomohla výhře Manchesteru 3:1. V roce 2014 si změnil číslo na 11.
Dne 31. srpna 2015, těsně před uzavírkou letních přestupů, odešel na hostování do bundesligového klubu Borussia Dortmund, kde měl působit do 30. června 2016. Hostování mu však příliš nevyšlo, odehrál jen 6 bundesligových zápasů (z toho 5× střídal) a v lednu 2016 se vrátil do Manchesteru United.
V srpnu 2016 odešel na roční hostování do anglického Sunderland AFC.

## Reprezentační kariéra
Januzaj díky svému původu mohl reprezentovat buď Belgii, Albánii, Turecko nebo Srbsko (Srbsko díky spornému statusu Kosova). Rovněž mohl nastupovat za Kosovo (i když Kosovo nemělo až do konce roku 2013 seniorský národní tým schválený FIFA (poté už ano, ale mohl hrát jen přátelské zápasy), má mládežnické výběry, které nastupují v neoficiálních turnajích a zápasech). Byl by býval mohl hrát i za Anglii, ale až od roku 2018.
Podle dřívějšího kouče belgických výběrů U18 a U19 Marca Van Geersoma Januzaj několikrát odmítl reprezentovat Belgii, rád by reprezentoval Albánii. V dubnu 2014 nicméně trenér belgického A-mužstva Marc Wilmots informoval, že Januzaj bude hrát za Belgii. Poté, co mu svitla naděje zahrát si na Mistrovství světa 2014 v Brazílii, kam Belgie suverénně postoupila z prvního místa evropské kvalifikační skupiny A, aniž by odehrál jediné kvalifikační utkání se někteří belgičtí fotbalisté, kteří hráli v kvalifikaci (např. Kevin Mirallas) ozvali, že s jeho nominací nesouhlasí.
26. května 2014 Januzaj debutoval v belgickém národním týmu v přípravném utkání před MS 2014 proti Lucembursku, Belgie rozdrtila svého souseda 5:1. Nicméně FIFA tento zápas přehodnotila jako neoficiální, neboť belgický trenér Marc Wilmots chyboval, poslal při střídání na hřiště 7 nových hráčů, přičemž v přátelských zápasech je povoleno jednomu týmu vystřídat pouze šestkrát. Oficiálně tedy debutoval až 7. června 2014 v přípravném zápase proti Tunisku (výhra Belgie 1:0), dostal se na hřiště v průběhu druhého poločasu.
Trenér Marc Wilmots jej poté vzal na Mistrovství světa 2014 v Brazílii. Nastoupil až ve třetím utkání základní skupiny H proti Jižní Koreji, Belgie jej i v oslabení vyhrála 1:0 a získala poprvé na MS v základní skupině plný počet bodů. Se šampionátem se Belgie rozloučila čtvrtfinálovou porážkou 0:1 s Argentinou.